# World Series 1930
Le World Series 1930 sono state la 27ª edizione della serie di finale della Major League Baseball al meglio delle sette partite tra i campioni della National League (NL) 1930, i St. Louis Cardinals e quelli della American League (AL), i Philadelphia Athletics. A vincere il loro quinto titolo furono gli Athletics per quattro gare a due.
I Cardinals guidarono la National League punti segnati, facendone registrare sei di media a partita nella stagione regolare, ma la loro media scesa due punti a partita nelle World Series.
Questo fu il quinto e ultimo titolo degli Athletics durante la loro permanenza a Filadelfia, prima di trasferirsi a Kansas City nel 1955 e poi a Oakland nel 1968, dove avrebbero vinto altri quattro titoli (1972, 1973, 1974 e 1989). Questa vittoria li portò ad appaiare i Boston Red Sox per maggior numero di World Series conquistate in quel momento fino al 1937, quando sarebbero stati sorpassati entrambi dai New York Yankees.
La città di Filadelfia avrebbe dovuto attendere altri cinquant'anni per vincere un altro titolo della World Series, quando i Phillies batterono i Kansas City Royals e diventarono l'ultima delle "Original Sixteen" a conquistare il titolo.

## Sommario
Philadelphia ha vinto la serie, 4-2.
| Gara | Data       | Risultato                                           | Stadio           | Tempo | Pubblico |
| ---- | ---------- | --------------------------------------------------- | ---------------- | ----- | -------- |
| 1    | 1º ottobre | St. Louis Cardinals – 2, Philadelphia Athletics – 5 | Shibe Park       | 1:48  | 32.295   |
| 2    | 2 ottobre  | St. Louis Cardinals – 1, Philadelphia Athletics – 6 | Shibe Park       | 1:47  | 32.295   |
| 3    | 4 ottobre  | Philadelphia Athletics – 0, St. Louis Cardinals – 5 | Sportsman's Park | 1:55  | 36.944   |
| 4    | 5 ottobre  | Philadelphia Athletics – 1, St. Louis Cardinals – 3 | Sportsman's Park | 1:41  | 39.946   |
| 5    | 6 ottobre  | Philadelphia Athletics – 2, St. Louis Cardinals – 0 | Sportsman's Park | 1:58  | 38.844   |
| 6    | 8 ottobre  | St. Louis Cardinals – 1, Philadelphia Athletics – 7 | Shibe Park       | 1:46  | 32.295   |

## Hall of Famer coinvolti
- Athletics: Connie Mack (man.), Mickey Cochrane, Jimmie Foxx, Lefty Grove, Al Simmons
- Cardinals: Jim Bottomley, Dizzy Dean (non sceso in campo), Frankie Frisch, Burleigh Grimes, Chick Hafey, Jesse Haines